# Üsküdar
Üsküdar, früher auch als Scutari (griechisch Σκουτάριον Skutàrion) bekannt, ist eine Stadtgemeinde (Belediye) im gleichnamigen İlçe (Landkreis) der Provinz Istanbul in der türkischen Marmararegion und gleichzeitig ein Stadtbezirk der 1984 gebildeten İstanbul Büyükşehir Belediyesi (Großstadtgemeinde/Metropolprovinz). Üsküdar liegt auf der asiatischen Seite der Großstadt und ist seit der Gebietsreform ab 2013 flächen- und einwohnermäßig identisch mit dem Landkreis.

## Geographie
Üsküdar ist der westlichste Kreis/Stadtbezirk auf der asiatischen Seite und liegt direkt am Bosporus, der damit im Westen und Nordwesten eine natürliche Grenze darstellt. Im Nordosten grenzt er außerdem an Beykoz, im Osten Ümraniye und im Süden an Kadıköy. Der Kreis/Stadtbezirk liegt auf Platz 10 (von 14) der größten Stadtbezirke von Istanbul auf asiatischer Seite bzw. auf Platz 22 für alle 39 Stadtbezirke der Großstadt. Bevölkerungsmäßig ist es Platz 3 bzw. 8.

## Verwaltung
1867 als Sanjak gebildet, 1924 eine Provinz (Vilâyet) wurde Üsküdar 1926 zu einem Kreis (Kaza) heruntergestuft und hatte zur ersten Volkszählung (1927) eine Bevölkerungszahl von 155.092 Einwohnern (in 51 Dörfern) auf 1.090 km² Fläche. Der Verwaltungssitz Usqudar bzw. Scutarie (damalige Schreibweise) vereinte 80 % der Bevölkerung bzw. 124.555 Einw. 1985 wurden offiziell die letzten sechs Dörfer in den (Volkszählungs-)Statistiken geführt, sie wechselten 1987 in den neugegründeten Kreis Ümraniye. Seither besteht der Kreis nur noch aus der Kreisstadt.
Ende 2020 bestand der Kreis/Stadtbezirk aus 33 Mahalle (Stadtviertel/Ortsteile) mit einer Durchschnittsbevölkerung von 15.781 Einwohnern. Der Cumhurıyet Mah. war der bevölkerungsreichste (36.993), gefolgt von Bulgurlu (31.362) und Acıbadem (25.035 Einw.).

## Bevölkerung
Die linke Tabelle zeigt die Ergebnisse der Volkszählungen, die E-Books der Originaldokumente entnommen wurden. Diese können nach Suchdateneingabe von der Bibliotheksseite des TÜIK heruntergeladen werden.
Die rechte Tabelle zeigt die Bevölkerungsfortschreibung des Kreises/Stadtbezirks Üsküdar und seinen Rang innerhalb der 39 Kreise von Istanbul. Die Daten wurden durch Abfrage über das MEDAS-System des Türkischen Statistikinstituts TÜIK nach Auswahl des Jahres und der Region ermittelt.
| Volkszählung | Volkszählung      | Volkszählung       | Volkszählung         |
| Jahr         | Kreis bevölkerung | städt. Bevölkerung | ländl. Anteil (in %) |
| ------------ | ----------------- | ------------------ | -------------------- |
| 1927         | 145.423           | 124.356            | 16,94                |
| 1935         | 057.071           | 054.848            | 4,05                 |
| 1940         | 054.969           | 052.859            | 3,99                 |
| 1945         | 063.795           | 060.722            | 5,06                 |
| 1950         | 072.425           | 069.477            | 4,24                 |
| 1955         | 098.228           | 088.087            | 11,51                |
| 1960         | 111.821           | 101.814            | 9,83                 |
| 1965         | 135.056           | 115.336            | 17,10                |
| 1970         | 171267            | 143.527            | 19,33                |
| 1975         | 254895            | 202957             | 25,59                |
| 1980         | 366.186           | 261.141            | 40,23                |
| 1985         | 490.185           | 467.212            | 4,92                 |
| 1990         | 395.623           | 395.623            | keine                |
| 2000         | 495.118           | 495.118            | keine                |

| Bevölkerungsfortschreibung | Bevölkerungsfortschreibung |
| Jahr                       | Kreis bevölkerung          |
| -------------------------- | -------------------------- |
| 2007                       | 582.666                    |
| 2008                       | 524.889                    |
| 2009                       | 524.379                    |
| 2010                       | 526.947                    |
| 2011                       | 532.182                    |
| 2012                       | 535.916                    |
| 2013                       | 534.636                    |
| 2014                       | 534.970                    |
| 2015                       | 540.617                    |
| 2016                       | 535.537                    |
| 2017                       | 533.570                    |
| 2018                       | 529.145                    |
| 2019                       | 531.825                    |
| 2020                       | 520.771                    |

## Geschichte

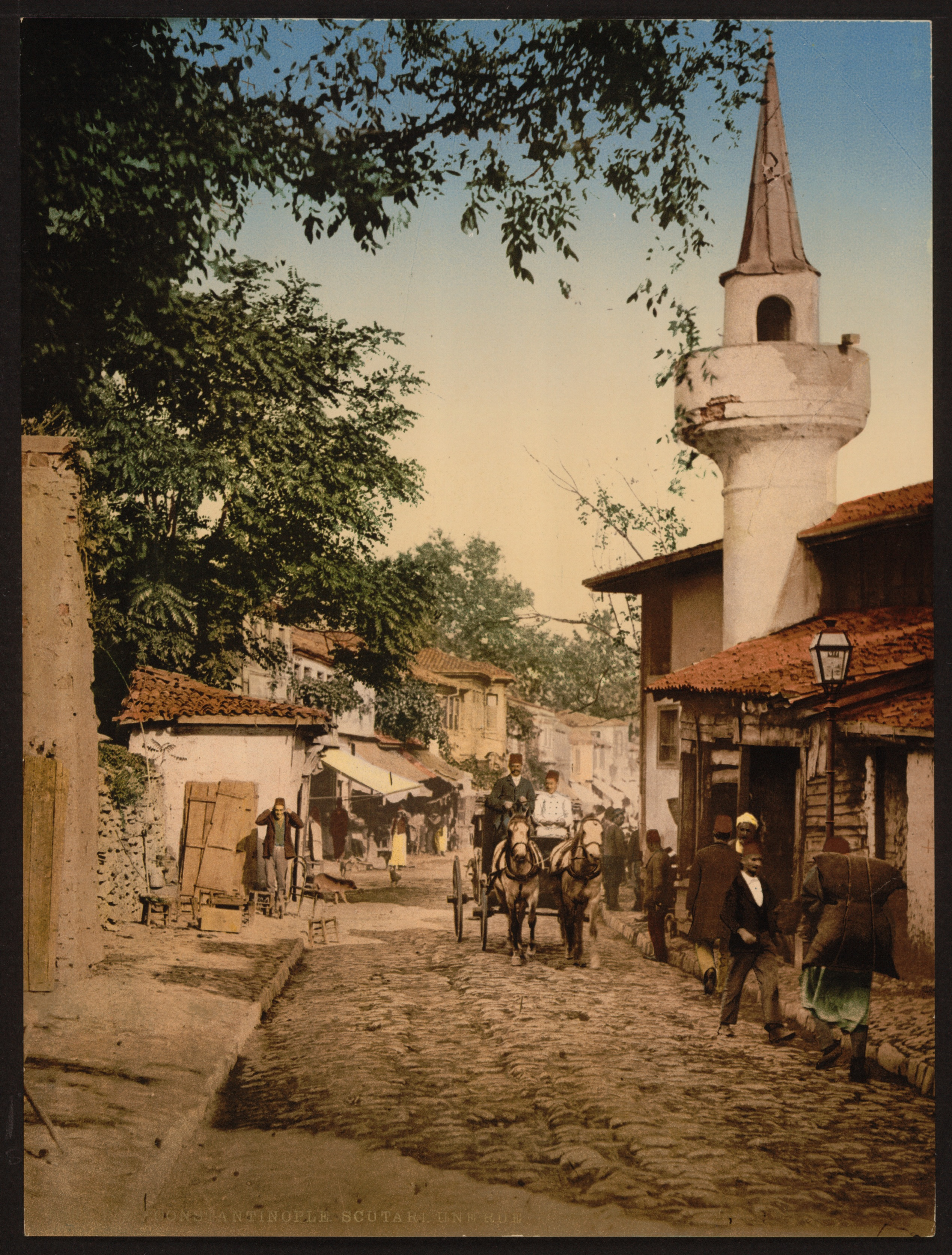
Straßenszene im osmanischen Scutari (1890er-Jahre)

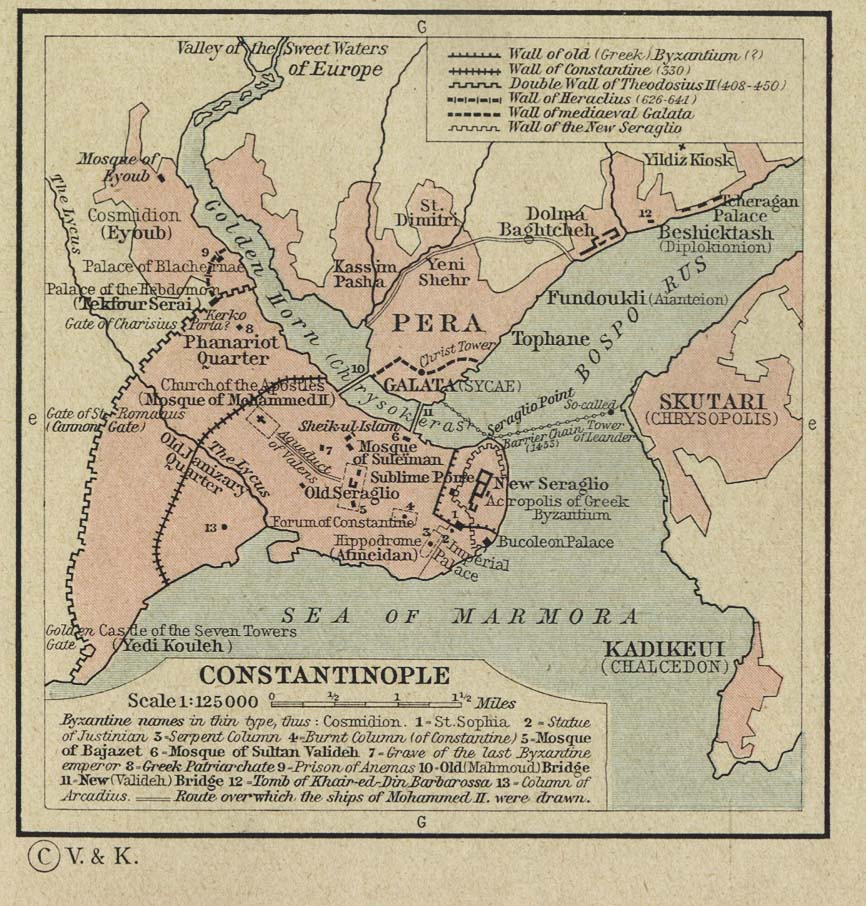
Istanbul vor etwa 550 Jahren, rechts Skutari (Chrysopolis)

Der Ort ist wohl im 6. Jahrhundert v. Chr. gegründet worden. In der Antike hieß der Ort Chrysopolis (griech. Χρυσόπολις, „goldene Stadt“), später dann Escutari, Skutarion oder Scutari, wovon sich der heutige Name Üsküdar ableitet. Chrysopolis war ein antiker Ort am Ostufer des Bosporus gegenüber von Konstantinopel. Sein Hafen besaß in der Antike wie in der byzantinischen und osmanischen Zeit große Bedeutung als einer der wichtigsten Übergänge zwischen Kleinasien und Europa.
Obwohl er von Kaiser Justinian I. „die größte Stadt des Abendlandes“ genannt wurde, war er jedoch trotz dieser Bezeichnung nie Polis, sondern ein Teil der Stadt Chalkedon. Die Bedeutung des Namens Chrysopolis war schon im Altertum nicht mehr sicher erklärbar. Einige Quellen meinen, er gehe darauf zurück, dass die Perser hier eine Sammelstelle für Goldabgaben der griechischen Städte gehabt hätten. Häufiger aber ist die Erklärung, dass hier Chrysos begraben war.
Am 18. September 324 siegte hier Kaiser Konstantin der Große mit seiner Flotte über Licinius in der Schlacht von Chrysopolis.
Das Kloster Chrysopolis ist dadurch bekannt, dass 613/14 bzw. 630 der ehemalige kaiserliche Sekretär Maximus der Bekenner dort eintrat und zum Abt gewählt worden ist. Er blieb dort, bis er 626 bzw. 640 vor den Persern nach Nordafrika fliehen musste.
Der byzantinische Kaiser Michael III. (842–867) wurde in Chrysopolis bestattet, dann aber von Leon VI. nach Konstantinopel übertragen.
1003 verbannte der Patriarch Sergios II. Symeon, den Jüngern bzw. den (neuen) Theologen, nach Chrysopolis, wo er sich beim Dorf Palutikon in einem verfallenen Oratorium, das der hl. Maria geweiht war, niederließ. Auch nach der Rehabilitation blieb er und baute dort ein neues Kloster.
Die türkische 1. Armee hat ihr Hauptquartier in der Selimiye-Kaserne (Selimiye Kışlası) in Üsküdar. Auch befindet sich hier das historische armenische Gymnasium Surp Haç Ermeni Lisesi.
Seit den 1850er Jahren besteht der Englische Friedhof Haydarpaşa.

## Üsküdar als asiatischer Stadtteil von Istanbul

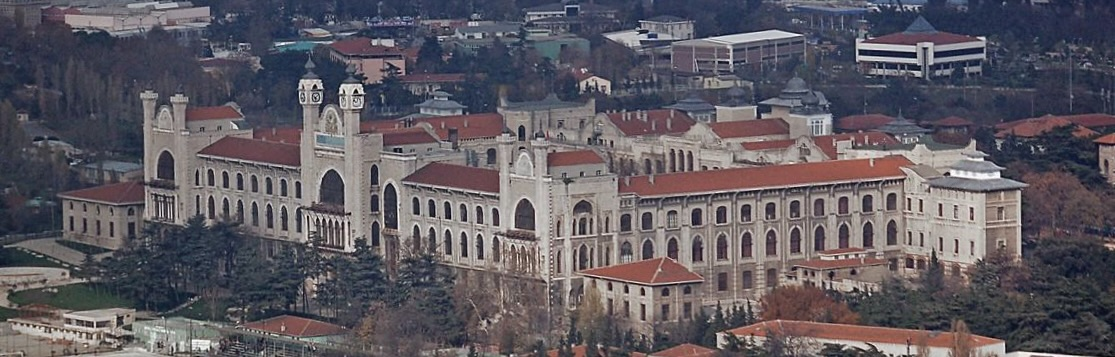
Marmara-Universität in Üsküdar

Heute ist Üsküdar eine weitläufige Wohnstadt. Das Stadtbild mit alten Bauten ist gut erhalten. Darunter alte Moscheen, Medresen, islamische Bauten von Scheichs und Tarikats, welche noch benutzt werden. Von einem Hügel des Stadtteils, dem Çamlıca-Hügel (türk. Çamlıca Tepesi), der weithin an den darauf stehenden Antennenanlagen zu erkennen ist, hat man die schönste Aussicht über die ganze Stadt. Das Wahrzeichen Üsküdars ist der im Bosporus gelegene Leanderturm (türk.: Kız Kulesi), ein ehemaliger Leuchtturm, in dem sich heute ein Restaurant und ein Café befinden.
Im Militärkrankenhaus Scutari wirkte Florence Nightingale während des Krimkrieges und begründete ihren Ruf als „Lady mit der Lampe“.
Im Viertel Harem, der an Selimiye angrenzt, befindet sich der zweite Busbahnhof Istanbuls. Von hier fahren zumeist moderne Busse in fast alle Städte des anatolischen Teils der Türkei ab.
Bekannte Mahalle von Üsküdar sind u. a.Selimiye, Kuzguncuk, Beylerbeyi, Çengelköy (mit dem Vahdettin-Pavillon), Vaniköy und Kandilli (mit dem Adile-Sultan-Palast).

## Persönlichkeiten
- Shivakiar Ibrahim (1876–1947), ägyptische Königin
- Cüneyd Orhon (1926–2006), türkischer Musiker, Kemençe-Spieler und -Lehrer[9]
- Saadet Sönmez (* 1972), Sozialpädagogin und Politikerin (Die Linke), Landtagsabgeordnete in Hessen
- Pınar Saka (* 1985), Sprinterin
- Taha Şahin (* 2000), Fußballspieler
- Arda Kılıç (* 2005), Fußballspieler